# 앤 밀러
앤 밀러(Ann Miller, 1923년 4월 12일 ~ 2004년 1월 22일)는 미국의 배우이다.

## 출연 작품
- 진 켈리, 춤을 해부하다 (2002)
- 멀홀랜드 드라이브 (2001)
- 펠리시티 (1998)
- 엔터테인먼트 3 (1994)
- 세기의 영화 (1994)
- 사랑의 유람선 (1977)
- 엔터테인먼트 (1974)
- 아퍼짓 섹스 (1956)
- 히트 더 덱 (1955)
- 딥 인 마이 하트 (1954)
- 스몰 타운 걸 (1953)
- 키스 미 케이트 (1953)
- 러브리 투 룩 앳 (1952)
- 텍사스 카니발 (1951)
- 브로드웨이로 가는 두 장의 티켓 (1951)
- 춤추는 대뉴욕 (1949)
- 키싱 밴디트 (1948)
- 이스터 퍼레이드 (1948)
- 스릴 오브 브라질 (1946)
- 이브 뉴 허 애플스 (1945)
- 이디 워즈 어 레이디 (1945)
- 잼 세션 (1944)
- 헤이, 루키 (1944)
- 캐롤리나 블루스 (1944)
- 왓츠 버진, 커즌? (1943)
- 레버릴 위드 비벌리 (1943)
- 트루 투 더 아미 (1942)
- 프라이오러티스 온 퍼레이드 (1942)
- 타임 아웃 포 리듬 (1941)
- 투 매니 걸즈 (1940)
- 멜로디 랜치 (1940)
- 히트 퍼레이드 오브 1941 (1940)
- 룸 서비스 (1938)
- 라디오 시티 레벌스 (1938)
- 우리 집의 낙원 (1938)
- 뉴 페이스 오브 1937 (1937)
- 라이프 오브 더 파티 (1937)
- 스테이지 도어 (1937)
- 더 데블 호스백 (1936)
- 착한 요정 (1935)

## 같이 보기
- 앤 드보락